# Jarlite
La jarlite è un minerale, chimicamente un fluoruro complesso di sodio, stronzio e alluminio, appartenente al gruppo omonimo.
Prende il nome in onore di Carl Frederik Jarl  (1872-1951) che fu presidente della Danish Cryolite Company, industria danese della criolite.

## Forma in cui si presenta in natura
Si presenta in masse granulari (denominate metajarlite) o in piccoli cristalli di circa 1 mm, associata a stenonite e bøggildite.

## Località di rinvenimento
L'unica località di rinvenimento è il giacimento di criolite di Ivittuut (Groenlandia).